# Peter Abrahams
Peter Henry Abrahams Deras (19. březen 1919, Vrededorp u Johannesburgu - 18. ledna 2017, Rock Hall, Jamajka) byl černošský jihoafrický spisovatel, který žil od roku 1941 v Londýně a od roku 1955 na Jamajce. Psal anglicky a jeho raný román Mine Boy (1946) jako první upozornil západní veřejnost na odlidšťující vliv rasismu na jihoafrické černochy.

## Život
Narodil se na dnešním předměstí Johannesburgu. Jeho otec pocházel z Etiopie, jeho matka byla rasovými zákony klasifikována jako Kleurling ("barevná"). Abrahams opustil Jihoafrickou republiku ve svých 20 letech, roku 1939. Nejprve pracoval na moři jako námořník, od roku 1941 jako novinář v Anglii. V Londýně mu také vyšel první úspěšný román Mine Boy a v Anglii napsal většinu ze svých knih. Žil v Loughtonu. Setkal se tehdy s řadou černošských osobností, mezi nimiž nechyběli budoucí prezidenti afrických států Ghaňan Kwame Nkrumah a Keňan Jomo Kenyatta. Hlavní hrdina románu A Wreath for Udomo, Michael Udomo, nese rysy obou dvou. Roku 1955 se usadil na Jamajce. Od konce 50. let zde žil i s rodinou. Stal se zde redaktorem deníku West Indian Economist a rozhlasové stanice West Indian News. Roku 1964 se rozhodl věnovat na plný úvazek spisovatelské činnosti, to když jeho práce začaly být překládány a dosáhl světového uznání.
Ázerbájdžánský skladatel Kara Karajev napsal roku 1958 balet na motivy jeho knihy The Path of Thunder, nese název İldırımlı yollarla.

## Dílo
Většina z jeho románů a povídek se vrací ke vzpomínkám na jižní Afriku. Mine Boy například vypráví o první třetině století v jižní Africe, kdy je země náhle uvržena do průmyslové éry, kterou navíc ovládají cizinci. Částečně autobiografická je i kniha Tell Freedom: Memories of Africa (1954), která popisuje boj skupin mládeže v chudinských čtvrtích Johannesburgu. Path of Thunder (1948) vypráví o rasově smíšeném mileneckém páru, který čelí nucené rasové segregaci. Wild Conquest (1950) se věnuje osudu Bórů (holandští a hugenotští usedlící v jižní Africe). A Night of Their Own (1965) se zabývá nepříjemnou situací Indů v JAR.
Ovšem napsal i několik knih situovaných jinam než do rodné země. A Wreath for Udomo (1956) a This Island Now (1966) se odehrává v západní Africe a v Karibiku. The View from Coyaba (1985) se obrací k zemi jeho pobytu, k Jamajce, a sleduje čtyři generace jamajské rodiny a jejich zkušenosti s rasismem. Napsal též vzpomínkovou knihu The Coyaba Chronicles: Reflections on the Black Experience in the 20th Century (2000).